# Ряполовский, Михаил Фёдорович
Князь Михаил Фёдорович Ряполовский — воевода и наместник во времена правления Василия III Ивановича и Ивана IV Васильевича Грозного.
Из княжеского рода Ряполовские. Сын князя Фёдора Семёновича Ряполовского. Имел братьев князей Ивана Фёдоровича по прозванию Тать — родоначальника князей Татевых и Ивана Фёдоровича по прозванию Хилок — родоначальника князей Хилковы.

## Биография
В апреле 1518 года первый воевода в Дорогобуже. В 1519 году третий воевода на берегу Оки. В 1527 году наместник в Туле. В 1531 году второй воевода в Серпухове. В 1535 году в Брянске, сперва второй воевода войск правой руки, а потом первый воевода войск левой руки. В этом же году по "стародубским вестям" второй воевода Передового полка в Сивере. В марте 1545 года первый воевода шестого полка войск правой руки в Казанском походе по Волге.

## Семья
От брака с неизвестной Марией (упомянута 1540 и 1559) имел детей:
- Князь Ряполовский Дмитрий Михайлович — в марте 1545 года, вместе с отцом участвует в Казанском походе в чине первого воеводы восьмого полка войск правой руки. В 1567 году наместник в Путивле, бездетный.